# Ferreiros de Tendais
Ferreiros de Tendais ist eine Kleinstadt (Vila) und Gemeinde in Portugal.

## Geschichte
Der Ort entstand vermutlich mit der Siedlungspolitik im Verlauf der mittelalterlichen Reconquista. Erste Stadtrechte erhielt Ferreiros de Tandais im Jahr 1210 durch König D. Afonso II. Es blieb Sitz eines eigenen Kreises bis zu dessen Auflösung 1855. Seither ist Ferreiros de Tendais eine Gemeinde im Kreis Cinfães.

## Verwaltung
Ferreiros de Tendais ist eine Gemeinde (Freguesia) im Kreis (Concelho) von Cinfães, im Distrikt Viseu. Auf einer Fläche von 16,0 km² leben hier 540 Einwohner (Stand 19. April 2021).
Folgende Ortschaften liegen in der Gemeinde: 
| - Aldeia - Ameal - Castro de Cio - Chã - Covelas - Ferreiros - Perlada | - Pelísqueira - Pimeirô - Rebolfe - Riba-Lapa - Ruivães - Vila Boa de Baixo - Vila Boa de Cima |